# Альфа Октанта
Альфа Октанта (лат. Alpha Octantis) — двойная звезда в созвездии Октанта. Хотя согласно обозначению Байера в атласе Уранометрия звезда названа α Октанта, но она не является самой яркой в созвездии. Ярчайшая звезда Октанта — Ню. Альфа Октанта видна невооружённым глазом как слабая, бело-жёлтая точка при видимой звёздной величине 5,13. Двойная система находится на расстоянии около 148 световых лет от Солнца по данным о годичном параллаксе.
Звезда является спектральной двойной, состоящей из двух похожих звёзд-гигантов спектрального класса F, вращающихся друг вокруг друга с периодом слегка больше 9 дней и эксцентриситетом орбиты около 0,39. Пара звёзд образует затменную переменную типа β Лиры, видимый блеск в момент главного минимума снижается на 0,04 звёздной величины. Система является ярким рентгеновским источником со светимостью 22,78⋅1029 эрг с−1. Альфа Октанта обладает избытком инфракрасного излучения, что свидетельствует в пользу существования двух остаточных дисков, первый из которых имеет температуру 450 K и обращается на расстоянии 1,4 а. e. от своей звезды, а второй имеет температуру всего 40 K и обращается на расстоянии 187,8 а. е. от всей системы.